# Сливек
Слѝвек е село в Северна България. То се намира в община Ловеч, област Ловеч.

## История
Селото се състои от две махали. Те са отбелязани в списъка на селата, които били собственост на Михал бей – пръв завоевател на Ловеч, и неговите синове. Преди Освобождението махалите били наричани Горен и Долен Чифлик. Днес селото е една от курортните зони на Ловеч. Тук са построени много почивни станции и вили.

## Население
Численост и дял на етническите групи според преброяването на населението през 2011 г.:
|                     | Численост | Дял (в %) |
| Общо                | 143       | 100,00    |
| Българи             | 141       | 98,60     |
| Турци               | 0         | 0,00      |
| Цигани              | 0         | 0,00      |
| Други               | 0         | 0,00      |
| Не се самоопределят | 0         | 0,00      |
| Неотговорили        | 1         | 0,69      |

## Културни и природни забележителности
Край селото се намира термоминералният извор Сливекски извор.